# Saitis variegatus
Saitis variegatus là một loài nhện trong họ Salticidae.
Loài này thuộc chi Saitis. Saitis variegatus được Cândido Firmino de Mello-Leitão miêu tả năm 1941.